# Pouliční divadlo
Pouliční divadlo je forma divadla, která se koná ve veřejném prostoru. Představení pouličního divadla se mohou konat v ulicích města, na náměstích, nebo v parku.
„…je funkční oblast divadla. Jeho inscenace prezentují svá představení jako zvl. případ exteriérového divadla – uvnitř urbanizační zástavby měst a vesnic, přesněji na jejich ulicích, návsích, námětích, dvorech, univerzitních nádvořích, ve stanicích veřejné dopravy, v parcích a v dalších otevřených prostorách k tomuto ani k podobným účelům běžně neurčených (tedy nikoliv na stadionech, hřištích či podobných exteriérových prostorech obklopených diváckými tribunami).“
Za praotce pouličního divadla se dají považovat Dionýsie – antické oslavy boha vína, které se konaly během šesti dní a jejich součástí bylo veselí jak v amfiteátrech, tak v ulicích.
Ve 21. století je pouliční divadlo tradiční součástí městských slavností nebo letních festivalů. Pouliční představení na veřejném místě bývá často neplacené a uzpůsobené širokému publiku.
Společenský význam pouličního divadla je především v jeho sociální bezbariérovosti. Zároveň absence placeného vstupného pravidelně přiláká „náhodné diváky“ a pomáhá tak šířit kulturní a umělecké zážitky k osobám, které je doposud primárně nevyhledávaly.
„Opouštění divadelních budov odpovídá snaze vyjít vstříc obecenstvu, které většinou do divadla nechodí, působí na něj společensko-politicky bezprostředně, spojuje kulturní působení, animaci se společenským projevem a vstupuje do života obce jako jev, který je na pomezí mezi provokací a sousedským společenstvím.“
Po roce 1989 vznikla celá řada festivalů, které se zaměřují výlučně na Pouliční divadlo, v České republice lze jako zástupce uvést Pražský festival pouličního divadla Za Dveřmi, Mezinárodního divadelní festival J. G. Deburaua v Kolíně,  Mezinárodní Festival pouličního divadla „Komedianti v ulicích“ v Táboře, nebo Festival Na prknech, dlažbě i trávě v Brně.
Škála pouličního umění je široká – od tak zvaného buskingu, kdy se vystupuje bez nároku na honorář a příspěvky se vybírají do „klobouku“, po etablované umělce, kteří jsou za performance placeni. Placená vystoupení jsou většinou součástí větší organizované akce.
Mezi základní prvky pouličního divadla patří chůdy, žonglování, akrobacie, živý zpěv, pantomima, ohnivé show nebo velké loutky. Za zástupce pouličního divadla v České republice lze zmínit V.O.S.A. Theatre, Bratři v Tricku, Long Vehicle Circus nebo například Blackout Paradox.